# Amerika (roman)
 For alternative betydninger, se Amerika (flertydig). (Se også artikler, som begynder med Amerika)
Amerika er en absurdistisk roman af den tysksprogede tjekkiske forfatter Franz Kafka (1883-1924). Romanen fortæller den tankevækkende historie om den sekstenårige tysker Karl Rosmann, der er blevet sendt til Amerika med skib fra Hamborg, fordi han er blevet forført af en tjenestepige og har fået et barn med hende, og om den groteske skæbne, han går i møde i det nye land.
Historien er absurd, ikke mindst fordi det Amerika, Kafka skildrer, er et produkt af hans egen fantasi; det har således aldrig eksisteret andre steder end i hans egen tankegang. På trods heraf er Kafkas fortællestil gruopvækkende realistisk, hvilket nok giver en ambivalent opfattelse af Karls skæbne, men samtidig skaber den følelse, at man selv befinder sig midt i forløbet; denne stil er karakteristisk for Kafka og ses således også i andre af hans romaner som Processen og Slottet.
Bogen blev udgivet i 1927 efter Kafkas død af hans østrigske ven Max Brod.

## Handlingsforløb
Historien begynder med, at skibet, hvorpå Karl er om bord, bevæger sig ind i New Yorks havn. Karl har været længe undervejs og glæder sig over at se statuen af Frihedsgudinden for første gang i sit liv; allerede på første side bliver det fortalt, det dog ikke er den originale Frihedsgudinde, han ser, men en klon, der som alternativ til den vante fakkel bærer et sværd:
| Citat | Hendes arm med sværdet rejste sig i vejret som på ny, og de frie vinde viftede om hendes skikkelse. | Citat |
|       | |       |

Dette er blot en af mange ting, der er med til at gøre dette fantastiske Amerika enestående.
Da skibet når i havn, opdager Karl til sin skræk, at han har glemt sin paraply i sin kahyt, så han beder et på rejsen indgået bekendtskab se efter hans kuffert, mens han henter paraplyen. Karl farer dog vild på sin færd ned gennem skibets virvar af gange og korridorer og når til sidst ind hos en fyrbøder, der viser sig at være tysker ligesom Karl.
De to veksler et par ord, og fyrbøderen fortæller Karl om alle de uretfærdigheder, han er nødt til at finde sig i. Karl bliver rasende og får ham overtalt til at gå med sig op til kaptajnen på skibet. Her møder Karl sin onkel, der tilfældigvis opholder sig på skibet, og som er en rig senator og ejer af en stor koncern med hovedkvarter i New York. Denne har af Karls søns moder fået besked på at tage ham under sin beskyttelse, så ved list får han ham til at gå med sig og lade fyrbøderen sejle sin egen sø.
I slutningen af det første kapitel forlader Karl og onklen skibet i en lille båd – Karl, der nu hverken har paraply eller kuffert, bliver frustreret og begynder at græde.
I New York lader onklen, der for øvrigt hedder Edward Jakob, Karl bo hos sig på sin enorme ejendom, der er et højhus i den indre by. Karl får stillet nogle værelser til disposition, bliver attacheret en engelsklærer, da han fra Europa kun har et begrænset kendskab til det engelske sprog og bliver i det store og hele sørget godt for. Onklen viser interesse for sin nevø og fortæller ham vidt og bredt om det utal af muligheder, Amerika kan byde på.
Karls planer er til onklens forargelse meget små, så for at vække hans interesse for livet som amerikansk borger lader onklen ham tage et kig ind i sit enorme foretagende. En dag bliver Karl vist ind i en række kontorer, der fuldkommen tager pusten fra ham. I det følgende trænger han til fred og ro, og en dag bliver han præsenteret for en vis Hr. Pollunder, som er en af onklens venner. Hr. Pollunder ejer et landsted i udkanten af New York, et for ham åndeligt refugium langt fra byens hektiske liv, hvor han godt kunne tænke sig at invitere Karl ud. Karl er først bange for at tage imod indbydelsen, hans tanker siger ham ét, mens onklens skepsis siger ham noget andet. Til sidst vælger han dog at tage med Hr. Pollunder, og det andet kapitel er til ende.
Historien når et vendepunkt, da Karl modtager et brev fra sin onkel hos Hr. Pollunder, hvori der står, han ikke længere har mulighed for at bo hos ham. Karl, der i forvejen følte sig utilpas hos Hr. Pollunder, vælger at forlade ham midt om natten. Han får udleveret sin kuffert og sin paraply, der først var blevet væk ved historiens begyndelse, men som det er lykkedes onklen at skaffe til veje. Karl er nu overladt til sig selv.
I det fjerde kapitel indlogerer Karl sig på en kro i omegnen af New York. Her møder han de to maskinarbejdere Delamarche, som er franskmand, og Robinson, som er irlænder. De tilbyder Karl at tage med dem til byen Butterford, hvor de håber at kunne finde arbejde. Karl indvilliger, og de drager ud på en længerevarende vandretur.
De når til byen Ramses, hvor de beslutter at tage et hvil i det fri. Karl bliver sendt hen på et nærliggende hotel for at skaffe mad, men missionen viser sig sværere end som så. På hotellet er Karl dog så heldig at møde den kvindelige køkkenchef, der viser Karl ind i et lager og forsyner ham med friske madvarer. Hun tilbyder ham også at overnatte, men Karl, skønt han er taknemmelig, afslår dette og vender tilbage til sine to kammerater.
I mellemtiden er der gået lang tid, det er blevet nat, og kammeraterne er blevet utålmodige. Da Karl kommer tilbage, opdager han til sin skræk, at hans kuffert er blevet brudt op, hans tøj ligger spredt for alle vinde, og et fotografi af hans forældre er forsvundet. Delamarche og Robinson benægter at have stjålet fotografiet, hvilket gør Karl rasende og får ham til at forlade dem.
I det femte kapitel tyr Karl til sin eneste redning, hotellet, hvor han kommer i snak med køkkenchefen. Hun lover ham en stilling, så han kan blive boende så længe, han har lyst til.
Karl bliver ansat som piccolo, og en overgang klarer han sig godt. Han indleder et venskab med køkkenchefens sekretær, den unge Therese, der har mistet sin moder som ganske lille.
I det sjette kapitel bliver en tragedie en realitet; Robinson dukker pludselig op midt om natten i stærkt beruset tilstand. Karl tager affære og beder en anden piccolo se efter hans elevator, mens han selv går op på sit værelse for at give Robinson et sted at sove rusen ud.
Da Karl kommer tilbage, er han blevet anmeldt til hotellets overtjener for forsømmelse af sine pligter (Karl har kun været borte i to minutter), og bliver sendt ind på hans kontor. Her indledes et ydmygende forhør, og undervejs udvikler den sørgelige affære sig til en katastrofe for Karl, da det kommer frem, at Robinson er blevet opdaget. Karl indser, alt håb er ude og tager flugten.
I syvende kapitel møder Karl Robinson, der er blevet gennembanket af de andre piccoloer, uden for hotellet. Sammen bliver de kørt ud til en forstad af Ramses, hvor Robinson og Delamarche har slået sig ned hos en rig sangerinde.
Sangerinden hedder Brunelda og er fedladen og kommanderende. Karl væmmes ved hende. Desværre for ham har Delamarche og Brunelda planer med ham, så de vil ikke lade ham gå. Karl bliver mere og mere gal og prøver i desperation at undslippe, men han bliver overfaldet af Delamarche, som det dog lykkes ham at holde i skak, men da Robinson griber ind i slagsmålet, bliver han overmandet.

## Slutning
Kafka fuldendte aldrig sin roman; i det sidste ufuldendte kapitel er Karl sluppet ud af Delamarches, Robinsons og Bruneldas kløer og har opnået ansættelse som tekniker ved et teater i Oklahoma. Historien ender med, at Karl og de andre teaterfolk stiger på et tog og forlader Amerikas østkyst.
Af fragmenter fremgår det, at Karl både skulle genfinde frihed, støtte, hjem og endog forældre i Oklahoma, og at historien således skulle være endt lykkeligt trods de dystre udsigter for Karl.